# Corea del Sur en los Juegos Olímpicos de Tokio 2020
Corea del Sur estuvo representada en los Juegos Olímpicos de Tokio 2020 por un total de 230 deportistas, 128 hombres y 102 mujeres, que compitieron en 29 deportes.
Los portadores de la bandera en la ceremonia de apertura fueron el nadador Hwang Sun-Woo y la jugadora de voleibol Kim Yeon-Koung.

## Medallistas
El equipo olímpico surcreano obtuvo las siguientes medallas:
| Nombre                                                 | Deporte            | Competición          |
| ------------------------------------------------------ | ------------------ | -------------------- |
| Oro                                                    |                    |                      |
| Gu Bon-Gil Kim Jun-Ho Kim Jung-Hwan Oh Sang-Uk         | Esgrima            | Sable por equipos M  |
| Shin Jea-Hwan                                          | Gimnasia artística | Salto de potro M     |
| An San                                                 | Tiro con arco      | Individual F         |
| An San Jang Min-Hee Kang Chae-Young                    | Tiro con arco      | Equipo F             |
| Kim Woo-Jin Kim Je-Deok Oh Jin-Hyek                    | Tiro con arco      | Equipo M             |
| An San Kim Je-Deok                                     | Tiro con arco      | Equipo mixto         |
| Plata                                                  |                    |                      |
| Choi In-Jeong Kang Young-Mi Song Se-Ra Lee Hye-In      | Esgrima            | Espada por equipos F |
| Lee Da-Bin                                             | Taekwondo          | +67 kg F             |
| Kim Min-Jung                                           | Tiro               | Pistola 25 m F       |
| Cho Gu-Ham                                             | Judo               | –100 kg M            |
| Bronce                                                 |                    |                      |
| Kim So-Yeong Kong Hee-Yong                             | Bádminton          | Dobles F             |
| Kim Jung-Hwan                                          | Esgrima            | Sable individual M   |
| Park Sang-Young Ma Se-Geon Song Jae-Ho Kweon Young-Jun | Esgrima            | Espada por equipos M |
| Choi Soo-Yeon Kim Ji-Yeon Seo Ji-Yeon Yoon Ji-Su       | Esgrima            | Sable por equipos F  |
| Yeo Seo-Jeong                                          | Gimnasia artística | Salto de potro F     |
| Jun Woong-Tae                                          | Pentatlón moderno  | Individual M         |
| Jang Jun                                               | Taekwondo          | –58 kg M             |
| In Kyo-Don                                             | Taekwondo          | +80 kg M             |
| An Ba-Ul                                               | Judo               | –66 kg M             |
| An Chang-Rim                                           | Judo               | –73 kg M             |